# Daniela Quintanilla
Daniela Quintanilla Mateff  es una abogada y funcionaria chilena, subsecretaria de Derechos Humanos de Chile, desde el 2 de agosto de 2024; bajo el gobierno del presidente Gabriel Boric.

## Biografía
Tras realizar estudios de Derecho en  la Universidad Diego Portales, obtuvo el título de abogada, luego estudio una maestría en Derecho internacional de los derechos humanos en la misma casa de estudios.

### Trayectoria
Trabajo como abogada de la Corporación Humanas, a cargo del área Internacional, participando en diversas instancias internacionales ante organismos de Derechos Humanos, tanto del Sistema Interamericano de Derechos Humanos como el Sistema de la ONU de Derechos Humanos en relación con la defensa de los Derechos Humanos de la Mujer. En el año 2017 fue parte del primer equipo de instalación del Departamento de Políticas Públicas de la Subsecretaría de Derechos Humanos bajo la gestión de la primera Subsecretaria de Derechos Humanos Lorena Fries. Desde el 2022 se desempeñaba como jefa de División de Protección en la Subsecretaría de Derechos Humanos teniendo a su cargo coordinar la preparación de los informes presentados por el ministro Luis Cordero ante el Consejo de Derechos Humanos y ante el Comité de Derechos Humanos de la ONU en nombre del Estado de Chile.

### Subsecretaria de Derechos Humanos
El 2 de agosto de 2024 fue nombrada por el presidente Gabriel Boric como nueva subsecretaria de Derechos Humanos reemplazando a Xavier Altamirano. Las responsabilidades que asumió Quintanilla en la Subsecretaría incluyeron la implementación del Plan Nacional de Búsqueda, liderado por el Programa de Derechos Humanos. También se encarga de continuar los planes de Derechos Humanos, y de Derechos Humanos y Empresa. Entre los proyectos de ley que deben ser tramitados en el Congreso, destacan los relacionados con el perfeccionamiento de la Ley Antidiscriminación y la Ley de Debida Diligencia.